# بلویت (آلاباما)
بلویت (به انگلیسی: Beloit) یک منطقهٔ مسکونی در ایالات متحده آمریکا است که در شهرستان دالاس، آلاباما واقع شده‌است. بلویت ۶۰٫۰۵ متر بالاتر از سطح دریا واقع شده‌است.